# Olmos de Pisuerga
Olmos de Pisuerga es una pedanía española del municipio de Herrera de Pisuerga, en la comarca de Boedo-Ojeda de la provincia de Palencia, comunidad autónoma de Castilla y León.

## Geografía
Por su término municipal discurre el río Pisuerga, del que recoge el nombre, que en ese tramo hace de frontera entre las provincias de Burgos y Palencia
Olmos de Pisuerga tiene como vecinos a los pueblos de Naveros de Pisuerga, Espinosa de Villagonzalo, Hijosa de Boedo, Ventosa de Pisuerga, Valtierra de Ríopisuerga, Castrillo de Riopisuerga.

## Historia
Olmos de Pisuerga fue municipio independiente hasta 1974. En aquel año se decretó su anexión al municipio de Herrera de Pisuerga.

## Geografía humana

### Demografía
| Gráfica de evolución demográfica de Olmos de Pisuerga entre 1842 y 1970 |
| |
| Población de derecho según los censos de población del INE Población de hecho según los censos de población del INEEn este censo se denominaba Olmos de Río Pisuerga: 1842 Entre el censo de 1857 y el anterior, crece el término del municipio porque incorpora a 345065 (Naveros de Pisuerga) Entre el censo de 1981 y el anterior, este municipio desaparece porque se integra en el municipio 34083 (Herrera de Pisuerga) |

Evolución de la población en el siglo XXI
| Gráfica de evolución demográfica de Olmos de Pisuerga entre 2000 y 2020 |
|                                                                         |
| Población de derecho (2000-2020) según el padrón municipal del INE      |

## Patrimonio

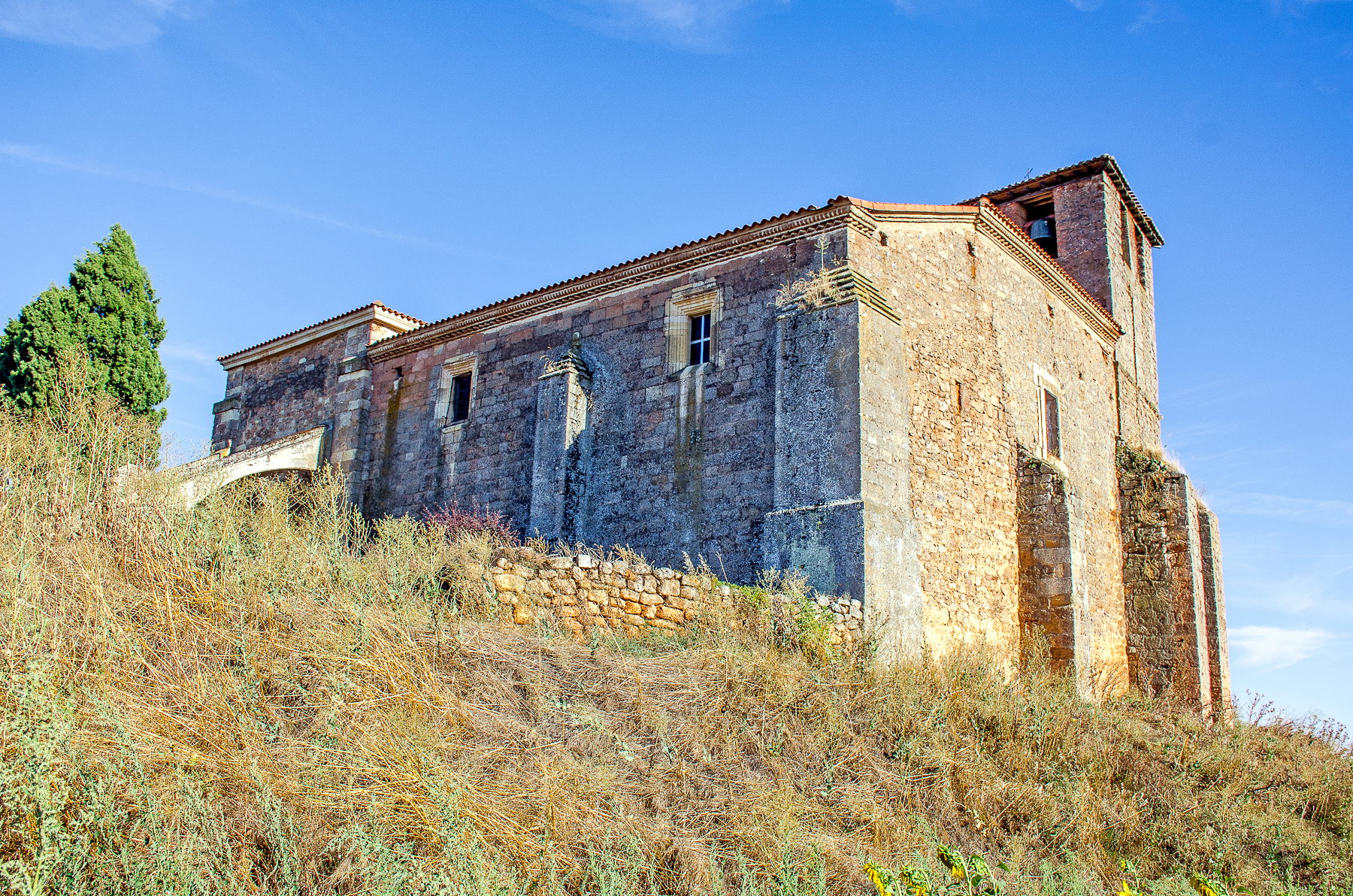
Iglesia de la Asunción de Nuestra Señora

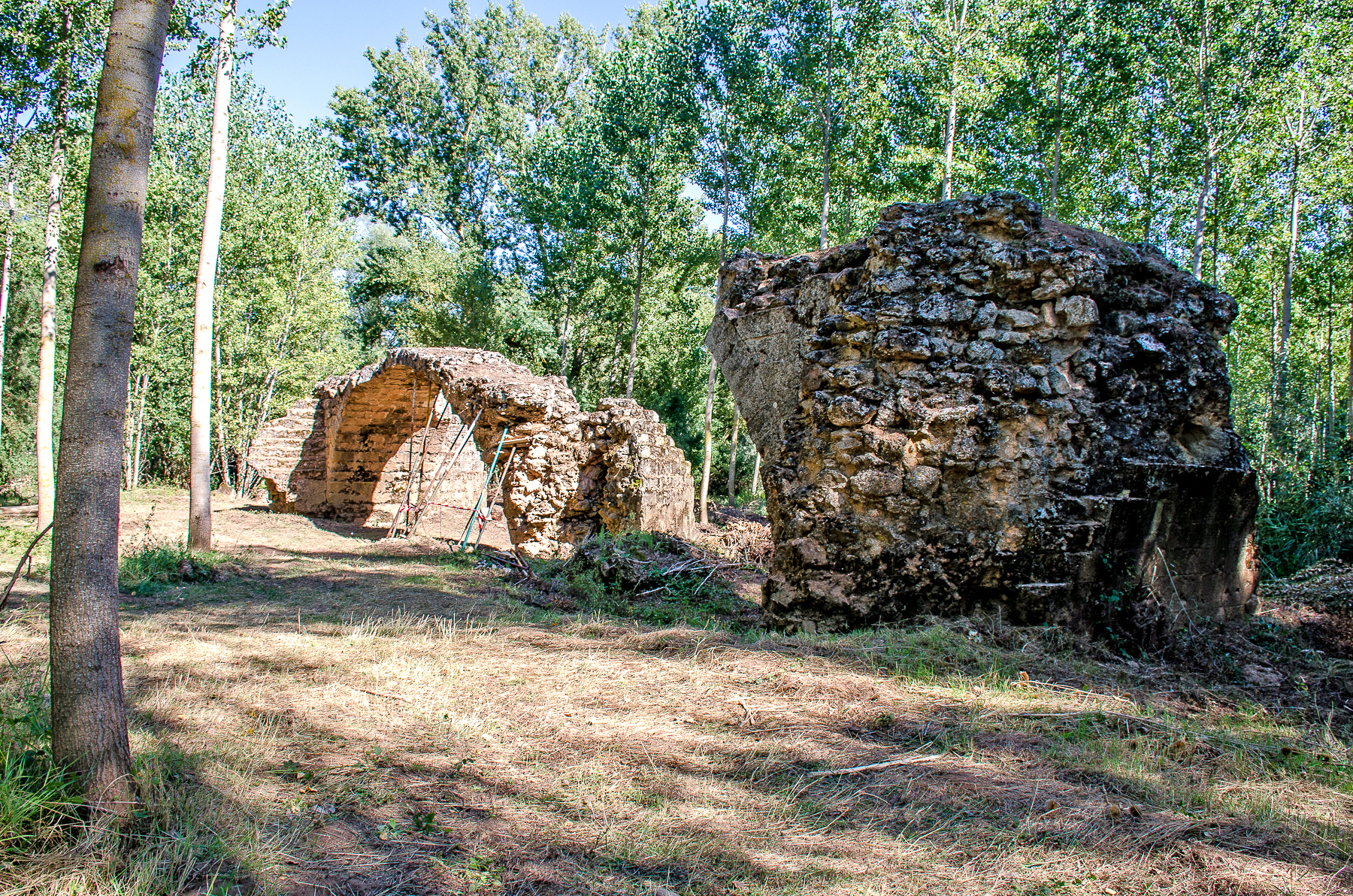
Ruinas del puente de San Pedro Royales

A unos 500 metros del núcleo están situadas las esclusas números 11 y 12 del Canal de Castilla. Estas esclusas están compuestas de sillares de piedra arenisca de un característico color rojizo, apreciable en todo el Ramal Norte del Canal de Castilla. La forma oval de las esclusas también se repite a lo largo del Ramal Norte. Esta forma permitía a dos barcazas compartir la esclusa mientras el proceso de llenado o vaciado tenía lugar.
El conjunto arquitectónico estaba formado por la Fábrica de Papel, las doce casas de los trabajadores del Canal y de la Fábrica y una cuadra de arrastre, de las cuales se conservan en lamentable estado de abandono las casas de los trabajadores y la cuadra de arrastre. La Fábrica de Papel fue comprada por un particular antes del fin de la última concesión y desmontada piedra a piedra.
A orillas del río Pisuerga quedan los restos del Puente de San Pedro, que permitía salvar el río Pisuerga, la comunicación con los pueblos de la vecina provincia de Burgos y a los peregrinos y transeúntes que podían parar en el hospital de la Cofradía de San Pedro de Royales, que se encontraba junto a la orilla palentina del río, separado y protegido de éste por un murete de sillería similar al que se encuentra junto al Monasterio de San Zoilo en Carrión de los Condes.
En uno de los extremos del pueblo se puede admirar la iglesia de Nuestra Señora, de típico estilo gótico de la zona (seguramente de los siglos XVI o XVII), con campanario de la época y dos arbotantes añadidos a principios de los años 1930 para corregir algún posible derrumbe. Junto a cada arbotante se plantaron sendos cipreses que ahora adornan lo que fue el pequeño cementerio de la iglesia. Esta iglesia sustituyó a otra de la que se tiene noticia que estaba situada en medio de la villa, posiblemente románica -como era normal en todos los pueblos de repoblación- y de la que sería la virgen románica que fue vendida en los años 1950 para poner la tarima de la iglesia, los bancos de madera, pintar las paredes y algún otro arreglo más.

## Fiestas
El pueblo celebra las fiestas patronales de San Agustín cada 28 de agosto.